# Sled matrike
Sled matrike (oznaka v angleških besedilih {\displaystyle \mathrm {Tr} (\dots )\,} ali {\displaystyle \mathrm {tr} (\dots )\,}, v nemških besedilih {\displaystyle \mathrm {Sp} (\dots )\,} ali {\displaystyle \mathrm {Spur} (\dots )\,}, v slovenščini se uporablja {\displaystyle \mathrm {sl} (\dots )\,} ) je v linearni algebri za kvadratno matriko {\displaystyle A\,}, ki ima razsežnost {\displaystyle n\times n\,} določena kot vsota elementov na diagonali matrike:
{\displaystyle \mathrm {tr} (A)=a_{11}+a_{22}+\dots +a_{nn}=\sum _{i=1}^{n}a_{ii}\!\,,}
kjer je
- {\displaystyle a_{ij}\,} element matrike v i-ti vrstici in j-tem stolpcu
- {\displaystyle A\,} je matrika

Vidi se, da je sled vsota lastnih vrednosti, ki je zaradi tega invariantna glede na spremembo baze. Sled je linearna transformacija.

## Značilnosti
Za vse kvadratne matrike {\displaystyle A\,} in {\displaystyle B\,} velja:
{\displaystyle \mathrm {tr} (A+B)=\mathrm {tr} (A)+\mathrm {tr} (B)\!\,.}
Če pa je {\displaystyle c\,} skalar, velja tudi:
{\displaystyle \mathrm {tr} (cA)=c\cdot \mathrm {tr} (A)\!\,.}
Kadar pa je {\displaystyle A\,} matrika {\displaystyle m\times n\,}
- {\displaystyle \mathop {\rm {tr}} \;(\alpha A+\beta B)=\alpha \mathop {\rm {tr}} \;A+\beta \mathop {\rm {tr}} \;B} (linearnost)

- {\displaystyle \mathop {\rm {tr}} \;(ABC)=\mathop {\rm {tr}} \;(BCA)=\mathop {\rm {tr}} \;(CAB)} (cikličnost)

oziroma
{\displaystyle \mathrm {tr} (ABC)\neq \mathrm {tr} (ACB)\!\,.}
Iz tega sledi:
{\displaystyle \mathop {\rm {tr}} \;(C^{-1}AC)=\mathop {\rm {tr}} \;(A)\ }
- {\displaystyle \mathop {\rm {tr}} \;(A)=\mathop {\rm {tr}} \;(A^{T})\,}  kjer je s T označena transponirana matrika

- {\displaystyle \ln \det(A)=\mathop {\rm {tr}} \;(\ln A)\,}

- če je {\displaystyle A\otimes B} tenzorski produkt matrik {\displaystyle A\,} in {\displaystyle B\,}, potem je {\displaystyle \mathop {\rm {tr}} \;(A\otimes B)=\mathop {\rm {tr}} \;(A)\mathop {\rm {tr}} \;(B)}

- sled matrike z realnimi ali kompleksnimi elementi je enaka vsoti njenih lastnih vrednosti

- {\displaystyle \operatorname {tr} (A\cdot B)=\mathrm {tr} (B\cdot A)}

- kadar sta matriki {\displaystyle A} in {\displaystyle B} {\displaystyle n\times n\,} {\displaystyle A} velja tudi

{\displaystyle \operatorname {tr} (A\cdot B)\geq 0}
- sled realne ali kompleksne idempotentne matrike {\displaystyle A\,} je enaka njenemu rangu:

{\displaystyle \operatorname {tr} (A)=\mathrm {Rang} (A)\!\,.}
- za vse realne ali kompleksne matrike z {\displaystyle n\times n\,} je tudi

{\displaystyle \det \left(\exp \left(A\right)\right)=\exp \left(\operatorname {tr} \left(A\right)\right)}